# Еврей Зюсс (фильм, 2010)
«Еврей Зюсс — фильм без совести» (нем. Jud Süß – Film ohne Gewissen) — немецкий исторический драматический фильм 2010 года режиссёра Оскара Рёлера, в котором с определённой степенью правдоподобности показан процесс создания нацистского антисемитского пропагандистского фильма «Еврей Зюсс» («Jud Süß») 1940 года.

## Сюжет
Конец 1930-х годов, австрийский актёр Фердинанд Мариан лично выбран министром пропаганды гитлеровской Германии Геббельсом на главную роль в фильме «Еврей Зюсс». Сначала Мариан отвергает предложение, но потом поддаётся искушению таким образом дать взлёт своей карьере и соглашается. Во время съёмок под руководством режиссёра Файта Харлана, Мариан начинает меняться, что приводит к ссоре с его женой Анной, которая на четверть еврейка. Премьера фильма происходит в сентябре 1940 года на Венецианском кинофестивале, через несколько дней начинается его показ в немецких кинотеатрах. Пропагандистский антисемитский фильм, в котором Мариан играет роль главного антагониста, налогового чиновника еврейского происхождения Зюсса Оппенгеймера, показан многомиллионной аудитории, актёр начинает получать новые роли в кино.
Переехав в Германию, Мариан вскоре осознаёт, какая большая угроза исходит от национал-социалистов. Он видит, как многие его коллеги отправляются в изгнание. Его друг, еврейский актёр Вильгельм Адольф Дойчер, прячется у него под видом садовника, но на Дойчера доносит служанка, с которой у Мариана была интрижка. Дойчера арестовывают, а Мариан не осмеливается за него заступиться. Он начинает употреблять алкоголь и изменяет жене с чешкой по имени Власта. Чтобы получить контроль над Марианом, Геббельс приказывает отправить его жену в концлагерь, но это приводит к противоположному эффекту.
После поражения Германии в войне и падения гитлеровского режима, Мариану запрещено сниматься в фильмах из-за его связей с национал-социалистами и съёмках в «Еврее Зюссе». В то же время он наблюдает, как несправедливо реабилитируют многих его коллег, в том числе режиссёра фильма «Еврей Зюсс» Файта Харлана, настаивающего, что он снимал этот фильм по принуждению. Мариан встречает выжившего Дойчера, который отказывается подать ему руку, но рассказывает о смерти Анны в концлагере. Вскоре Мариан узнаёт, что Власта изменяет ему с американским солдатом, и это приводит к нервному срыву. Он совершает самоубийство, направив свой автомобиль в дерево.

## История проката
Фильм был номинирован на приз Золотой медведь на 60-м Берлинском международном кинофестивале, но награду не получил, и какое-то время был даже официально запрещен к показу в Германии.

## В ролях
| Актёр                   | Роль                    |
| ----------------------- | ----------------------- |
| Тобиас Моретти          | Фердинанд Мариан        |
| Мориц Бляйбтрой         | Йозеф Геббельс          |
| Мартина Гедек           | Анна Мариан             |
| Юстус фон Донаньи       | Файт Харлан             |
| Хериберт Зассе          | Вильгельм Адольф Дойчер |
| Мартин Файфель          | Кнауф                   |
| Анна Унтербергер        | служанка Бритта         |
| Милан Пешель            | Вернер Краус            |
| Армин Роде              | Генрих Георге           |
| Паула Каленберг         | Кристина Зёдербаум      |
| Эрика Марожан           | Власта                  |
| Ральф Бауэр             | Фриц Хипплер            |
| Робрет Штадлобер        | Луц                     |
| Мартин Буцке            | Мальте Егер             |
| Рольф Цахер             | Эрих Энгель             |
| Вальдемар Кобус         | Курт Фровайн            |
| Лена Райхмут            | Магда Геббельс          |
| Йоханнес Зильбершнайдер | Ханс Мозер              |